# Будинок на вулиці Староєврейській, 22 (Львів)
Будинок на вулиці Староєврейській, 22 (конскрипційний № 271) — житловий будинок XVII століття, пам'ятка архітектури національного значення (охоронний № 1297). Розташований в історичному центрі Львова, на вулиці Староєврейській.

## Історія
Будинок зведений у XVII столітті, за деякими даними, будівничими Амвросієм Прихильним і Адамом Покорою. У 1630—1634 роках мав назву «кам'яниця Лопянкової», у 1635—1683 роках — «кам'яниця Лопянковська», у 1684—1767 роках — «кам'яниця Глушковська (Ґлосковська)».
У середині XIX століття архітектор Йозеф Енґель реконструював будинок, добудувавши третій поверх.
Станом на 1871 рік власником кам'яниці значилися спадкоємці Хаїма Йонаша, у 1916 році — Озіаш Гаґлер, у 1934 році — Мендель Шапіра.

## Опис
Будинок триповерховий, цегляний, витягнутий у плані, з внутрішнім подвір'ям і флігелем. Фасад тривіконний, асиметричний (вікна повторюють розташування внутрішніх приміщень), гладкий, пофарбований у жовтий колір, завершується аттиком із трьома горищними віконцями, декоративним фризом та розкріпованим карнизом із модульйонами. Вікна прямокутні, з профільованими наличниками, на другому поверсі прикрашені прямими сандриками. Головний вхід розташований на центральній осі фасаду, увінчаний кованим ґанком, ліворуч від входу — невеличкі дверцята, що ведуть, імовірно, у підвал.

## Галерея

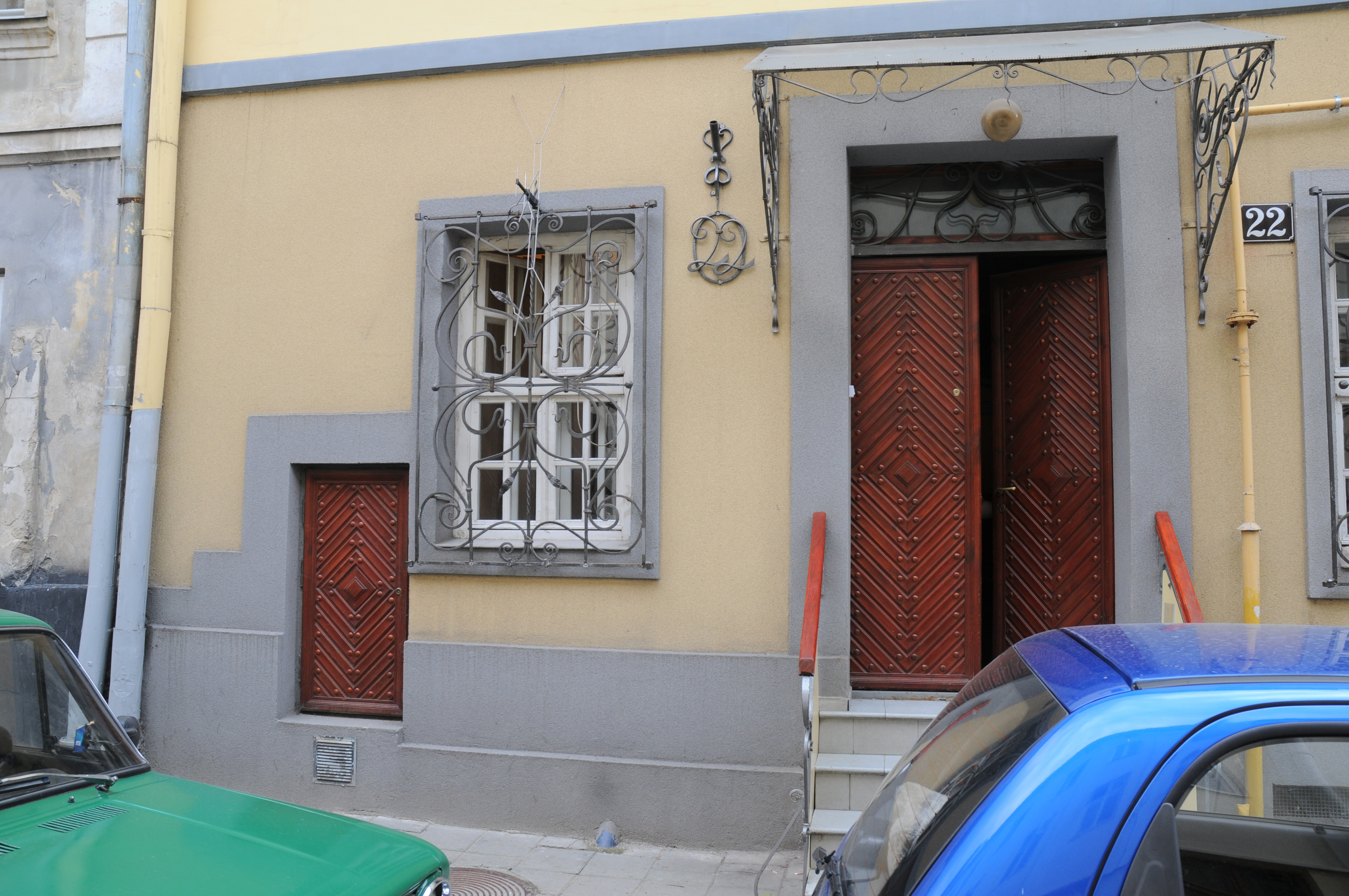
Головний вхід